# ヨーリ・チャイルズ
ヨーリ・チャイルズ（Yoeli Childs, 1998年1月13日 - ）は、アメリカ合衆国出身のプロバスケットボール選手。B.LEAGUEの神戸ストークス所属。ポジションはパワーフォワード。

## 高校時代
ユタ州サウスジョーダンの6A級高校であるビンガム高校に所属していた。1年生の2013-14シーズンは1試合平均11.1得点・5.3リバウンドを記録し、チームは州準々決勝に進出した。2年生の2014-15シーズンは平均16.4得点・10.7リバウンドに記録を伸ばし、チームは再び州準々決勝に進出した。3年生の2015-16シーズンは平均18.5得点・10.7リバウンドを記録してチームは州選手権で優勝した。

### リクルーティング
2016年のリクルーティングクラスでチャイルズはESPNランキングで全体で54位、ユタ州内で2位、地域内で6位、パワーフォワードのポジション別で13位にランクされた。 4つ星評価の新人としてアリゾナ州立大学・オーバーン大学・ボイシ州立大学・ブリガムヤング大学・アイダホ州立大学・ユタ州立大学・ヴァンダービルト大学・ワイオミング大学からスポーツ奨学生のオファーを受け、2015年9月12日にブリガムヤング大学と契約を結んだ。
| 氏名 | 出身                                                                                | 高校 / 大学  | 身長               | 体重            | コミット日    |
| --- | ----------------------------------------------------------------------------------- | ------------ | ------------------ | --------------- | ------------- |
| ヨーリ・チャイルズ PF | ユタ州サウスジョーダン                                                              | ビンガム高校 | 6 ft 7 in (2.01 m) | 230 lb (100 kg) | 2015年9月12日 |
| ヨーリ・チャイルズ PF | リクルート スターレーティング: Scout: N/A Rivals: 247Sports: ESPN: ESPNグレード: 85 |              |                    |                 |               |
| 全リクルート順位: Rivals: 71 247Sports: 153 ESPN: 53 |                                                                                     |              |                    |                 |               |
| - 注意: 多くの場合、Scout、Rivals、247Sports、ESPNの間で身長、体重が一致しない可能性がある。 - これらの場合、平均をとっている。ESPNグレードは100ポイントスケールに基づいている。 出典: - “BYU 2016 Basketball Commitments”. Rivals.com. 2020年11月17日閲覧。 - “2016 BYU Cougars Recruiting Class”. ESPN.com. 2020年11月17日閲覧。 - “2016 Team Ranking”. Rivals.com. 2020年11月17日閲覧。 |                                                                                     |              |                    |                 |               |

## 大学時代

### 1年生
2016-17シーズン、チャイルズは1年生ながらチームに大いに影響を与えた。全34試合中33試合、そのうち26試合でスターターとして出場した。1試合平均約26分のプレータイムで9.3得点・8.2リバウンドを記録し、チームメイトのT・J・ハウズと共にオールWCCフレッシュマンチームに選出された。

### 2年生
2017–18シーズンは平均17.8得点、フリースロー成功率.643、3ポイント成功率.313と大きく記録を伸ばした。2018年1月にWCCプレイヤーオブザウィークに選出された。シーズンオフにチームメイトのイライジャ・ブライアントと共にオールWCCファーストチームに選出された。

### 3年生
2018–19シーズン開始前にNBAドラフトへの参加を宣言した。大学に残る可能性を考慮してエージェントは雇っておらず、後にドラフトから撤退して大学でのプレーを続ける事を選んだ。カール・マローン賞のプレシーズン注目リストに挙げられ、10名の最終候補まで残った。 この年はルート・オルソン賞や、ゴンザガ大学の八村塁と共にルー・ヘンソン賞の候補としても名前が挙がっていた。12月と1月にはWCCプレイヤーオブザウィークに選出された。平均21.2得点・9.7リバウンドをマークし、カンファレンスの得点王・リバウンド王に輝いた。

### 4年生
進級前に再びNBAドラフト参加を宣言し、今回はエージェントを雇って臨んだが、周囲の予想とは裏腹に再び大学に残留した。 2年連続でカール・マローン賞とルー・ヘンソン賞の候補に挙げられていたほか、ネイスミス賞、ウッデン賞、ジュリアス・アービング賞の候補にもなっていた。ドラフトに関わる書類上のミスにより、開幕から9試合の出場停止処分を受けた。2020年2月22日、ゴンザガ大学を91対78で破った試合でチャイルズは28得点・10リバウンドと活躍し、アップセットの立役者となった。
2020年2月29日、ペパーダイン大学に81対64で勝利した試合でチャイルズは38得点・14リバウンドを記録。この試合で通算2,000得点を達成し、ブリガムヤング大学で史上初の2,000得点・1,000リバウンドの達成者となった。同シーズンのオールWCCファーストチームに選出された。

## プロ入り後
2020年のNBAドラフトでは指名されず、ワシントン・ウィザーズとエグジビット10契約を結び、同年12月18日に解雇された。その後、ウィザーズ傘下のGリーグチーム・キャピタルシティ・ゴーゴーのロスターに追加されたが、ゴーゴーはこの年のGリーグへの参加を辞退したためチャイルズはエリー・ベイホークスに派遣された。エリーでは12試合で平均8.9得点・4.8リバウンドを記録した。
2021年のNBAサマーリーグにロサンゼルス・レイカーズでプレーした後、同年9月11日にバスケットボール・ブンデスリーガのMHPリーゼン・ルートヴィヒスブルクと契約した。3試合の出場で平均7.6得点・7.6リバウンドを記録したが、膝の負傷により同年12月5日に退団した。
2022年1月13日、ソルトレイクシティ・スターズへトレードされた。
2022年6月24日、バスケットボール・ブンデスリーガのハンブルク・タワーズと契約した。
2023年6月22日、B.LEAGUEの佐賀バルーナーズと契約した。
2025年7月9日、B.LEAGUEの神戸ストークスと契約した。

## 人物
カーラ・チャイルズの息子で、兄弟が1人いる。2016年7月に教会で洗礼を受けた末日聖徒イエス・キリスト教会の会員である。2018年8月3日、ユタ・バレー大学バレーボール部に所属していたメーガン・ブードロー と結婚した。